# Jérôme Lejeune
Jérôme Jean Louis Marie Lejeune (Montrouge, Francuska, 26. lipnja 1926. – 3. travnja 1994.) - francuski liječnik i genetičar, kandidat za sveca.
Otkrio je povezanost između bolesti i kromosomskih nepravilnosti. Razvijao je kariotip i otkrio vezu, da nedovoljno uzimanje vitamina B9 kod trudnica može dovesti do rođenja djeteta s defektom neuralne cijevi.
Otkrio je 1958. godine, da Downov sindrom nastaje zbog kromosomske nepravilnosti trisomije - tri autosomna kromosoma umjesto normalna dva kod kromosoma 21. Tražio je lijek za izliječenje Downova sindroma, ali ga nije našao prije nego što je umro. Zalagao se za promicanje vrijednosti života djece s Downovim sindromom. Smatrao je, da je bit medicine mržnja prema bolesti, a ljubav prema bolesniku. Oštro je negodovao zbog slučajeva pobačaja djece s Downovim sindromom, ako je on otkriven tijekom trudnoće. Smatrao je, da je liječnici uvijek trebaju biti na strani pacijenta, a ne protiv njega.
Otkrio je 1963. godine Cri du chat sindrom ili Lejeunov sindrom, rijetki genetski poremećaj zbog nedostatka para 5. kromosomu. 
Osnovao je pro-life pokret za promicanje kršćanskih vrijednosti života u Francuskoj 1971. godine. Protivio se pobačaju. Tvrdio je, da život čovjeka definitivno počinje začećem. Usporedio je kromosom s mini-kazetom na kojoj je zapisana simfonija života. Objašnjavao je da su na DNK-u prve ljudske stanice nastale začećem, zapisane sve potrebne genetske informacije. Njih ima jako puno, toliko koliko bi stalo u pet setova Enciklopedije Britannice. Jako mnogo podataka zapisano je u jako minijaturnom obliku. Kada bi se na jedno mjesto skupili svi genetski podaci s DNA 5 milijardi ljudi na Zemlji, oni bili veličine dvije tablete.
Bio je prijatelj pape Ivana Pavla II. Nekoliko sati prije atentata na papu 13. svibnja 1981. godine, s papom je raspravljao o etičkim pitanjima na kongresu o genetici u Rimu. Papa ga je zaposlio u Papinskoj akademiji znanosti i postavio na čelo tada tek osnovane Papinske akademije o životu, ali je Leujene uskoro umro od raka.
Deset godina nakon njegove smrti, na zahtjev vjernika, pokrenut je postupak, da ga se proglasi blaženim i svetim, zbog njegova zauzimanja za bolesnike, promicanja prava bolesnika s genetskim poremećajima i zbog borbe protiv pobačaja. 

## Unutarnje poveznice
- Downov sindrom
- Pro-life pokret